# غونزالو كاستيلو
غونزالو كاستيلو (بالإسبانية: Gonzalo Castillo Cabral) هو لاعب كرة قدم أوروغواني في مركز الدفاع، ولد في 17 أكتوبر 1990 في الأوروغواي. لعب مع أتيناس دي سان كارولس وCerro Largo F.C. ‏.

## وصلات خارجية
- غونزالو كاستيلو على موقع قاعدة بيانات كرة القدم.إي يو (الإنجليزية)
- غونزالو كاستيلو على موقع Soccerway.com (الإنجليزية)
- غونزالو كاستيلو على موقع عالم كرة القدم.نت (الإنجليزية)